# Citizendium
Citizendium (izgovarjava /ˌsɪtɪˈzɛndiəm/) (»the citizens' compendium of everything«) je na tehnologiji wiki temelječa prosta spletna enciklopedija, katere pobudnik je Larry Sanger, soustanovitelj Wikipedije. Projekt je namenjen izboljšanju modela Wikipedije s tem, da bodo morali vsi sodelujoči uporabljati svoja prava imena, s strogim odnosom do neprofesionalnega vedenja in z »nežnim strokovnim usmerjanjem« vsakodnevnih piscev. Glavna značilnost projekta so »odobreni članki«, ki so bili strokovno recenzirani in jih v realnem času ni več mogoče urejati. Članki, ki so nastali v projektu, so na razpolago pod licenco Creative Commons Attribution ShareAlike 3.0 Unported License (cc-by-sa).
Projekt je bil sprva (pozno leta 2006) zamišljen kot popolna »vejitev« angleške Wikipedije, še pred marcem 2007 pa je bila ta zamisel z namenom poudariti lastne članke projekta opuščena. Marca 2009 je imel Citizendium čez 10000 člankov in ca. 1 % odobrenih člankov.